# Kudanetow-Tscherkesski
Das Fürstengeschlecht Kudanetow-Tscherkesski (russisch: Куданетовы-Черкесские) war ein kaukasisch-kabardinisches Adelsgeschlecht, das seit dem 16. Jahrhundert im Dienst der Moskauer Zaren stand. Die Familie war mit den Fürsten Tscherkasski verwandt und gehörte zum Hochadel Russlands. Mehrere Familienmitglieder standen den Romanows nahe und wurden im Kreml sowie im Nowospasski-Kloster in Moskau beigesetzt.

## Geschichte
Der Stammvater der Familie war Fürst Jakob Kudanetowitsch († nach 1560), ein kabardinischer Adeliger aus dem Haus der Temrjukiden. Er war ein Verwandter von Marija Temrjukowna, der zweiten Frau des Zaren Iwan des Schrecklichen.
Die Kudanetov-Cherkasski standen in enger Verbindung mit dem Fürstenhaus Cherkasski. Einige ihrer Nachkommen erreichten hohe Staatsämter; einer von ihnen bekleidete das Amt eines Kanzlers im Russland des 17. Jahrhunderts.

## Begräbnisstätten
Mehrere Vertreter der Familie fanden ihre letzte Ruhestätte im Nowospasski-Kloster in Moskau, einer traditionellen Grablege für Fürstenfamilien.

## Wappen
Das Familienwappen zeigt Elemente, die sowohl auf die kabardinische Herkunft als auch auf die Zugehörigkeit zum russischen Hochadel hinweisen.